# 36 Aquilae
36 Aquilae, som är stjärnans Flamsteed-beteckning, är en ensamstjärna belägen i den mellersta delen av stjärnbilden Örnen och som också har Bayer-beteckningen e Aquilae. Den har en skenbar magnitud på ca 5,02 och är svagt synlig för blotta ögat där ljusföroreningar ej förekommer. Baserat på parallaxmätning inom Hipparcosuppdraget på ca 6,2 mas, beräknas den befinna sig på ett avstånd på ca 530 ljusår (ca 162 parsek) från solen. Den rör sig närmare solen med en heliocentrisk radialhastighet av ca -10 km/s.

## Egenskaper
36 Aquilae är orange till röd jättestjärna av spektralklass K5 III, som för närvarande befinner sig på den asymptotiska jättegrenen, vilket betyder att stjärnan genererar energi genom termonukleär fusion av väte i ett yttre skal och av helium i ett koncentriskt inre skal, som omger en inert kärna av kol och syre. Den har en radie som är ca 54 solradier och en effektiv temperatur av ca 5 100 K.
36 Aquilae är en misstänkt variabel (VAR), som har visuell magnitud +5,03 och varierar i amplitud med 0,0063 magnituder med en period av 0,08697 dygn eller 2,087 timmar.